# エガーバーン

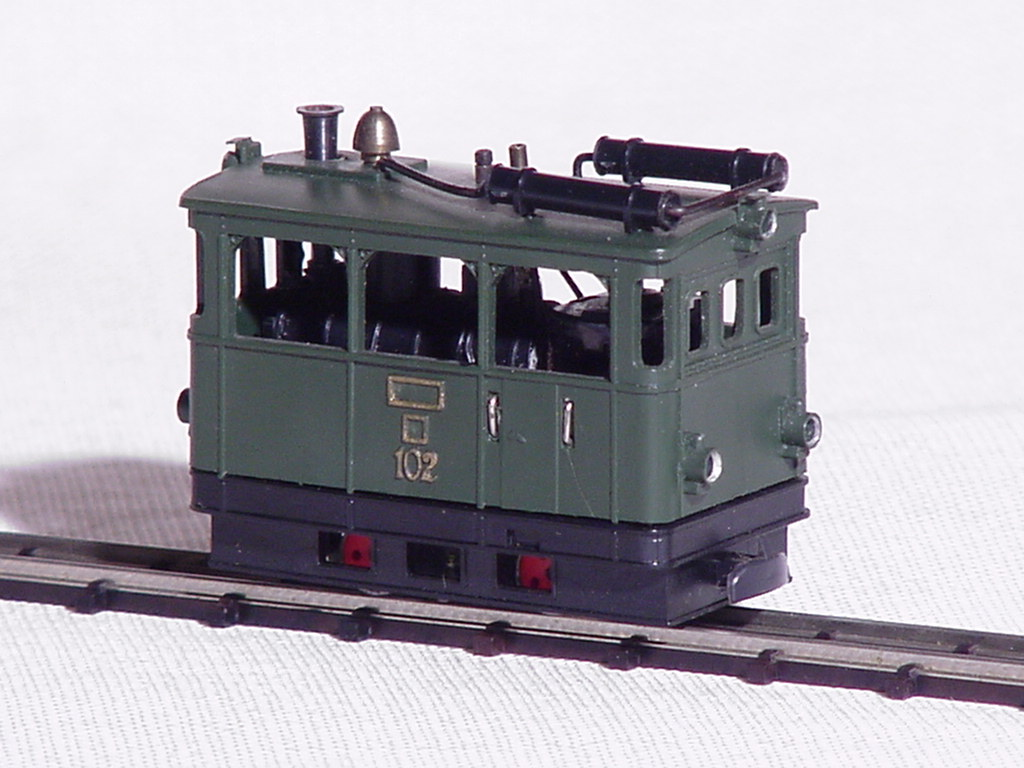
エガーバーンのスチームトラム

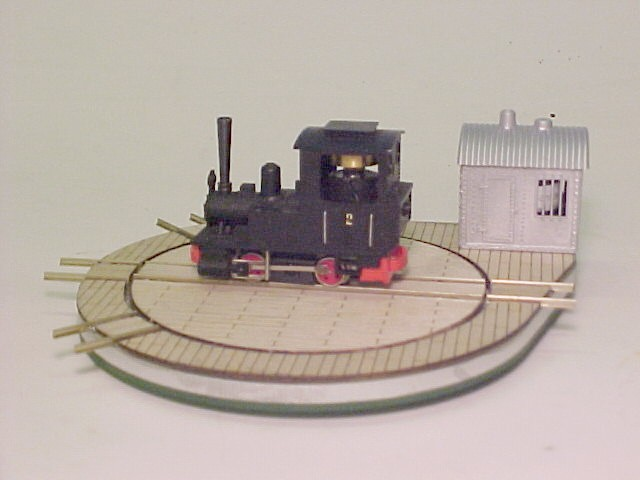
エガーバーンの2号機蒸気機関車と転車台

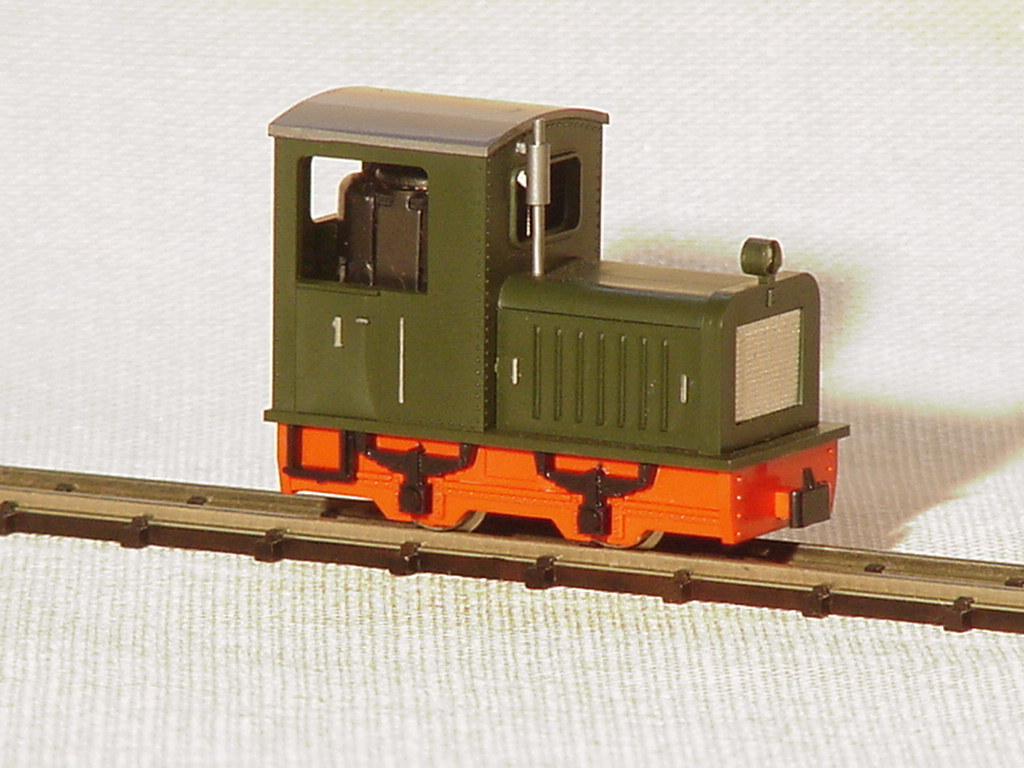
エガーバーンの1号機ディーゼル機関車

エガーバーン (Egger-bahn) は、かつてドイツに存在した鉄道模型メーカーである。一部の製品は現在でも他社からリニューアルされて生産されている。

## 概要
HOスケールで軌間9ミリメートルのナローゲージ鉄道模型を初めて製造したメーカーである。この製品は「HOe」と呼称される。
製品のプロトタイプは産業用軽便鉄道 (feldbahn) で、小型車両を中心に線路なども展開された。カプラーはヨーロッパのHOゲージ製品で広く用いられるループ式カプラーの簡易版で、後にHOe 製品を出したリリプット (Liliput) や、ロコ (Roco) 、ベモ (Bemo) などのメーカーも採用し、デファクトスタンダードとなった。

## 歴史
1963年に、エガー家の3人兄弟によって創業し、工学修士のテオドール・エガー (Theodor Egger) と実業家のヨハン・エガー (Johann Egger) の2人によってドイツ南部・ミュンヘンで設立された。もう一人の兄弟は後に退いた。1963年のニュルンベルク国際玩具見本市で、前年にアーノルトによって作られた軌間9mmの線路を使った、HOスケールのナローゲージ鉄道模型を発表した。これは実物の鉄道で軌間750mmの産業用鉄道をHOスケールで再現したもので、のちに「HOe」または「HOn30」と呼ばれるようになった。
1964年にコンスタンティン・フィルム (Constantin Film) に参加し、ドイツの西部劇映画「アパッチ」に登場するアメリカ開拓期の西部の鉄道車両を製作した。
1967年に会社は潰れ、後にフランスのジョエフ (Jouef) が金型を入手して再生産を行った。発売から40年以上経過した2007年現在でも、スイスで動力を一新して再生産されている。

## 製品
製品は、主に射出成形によるプラスチック製である。電気方式は直流二線式が採用されている。車両、線路、電源装置などをセットにした入門セットが各種作られた。

### 車両
車体はプラスチック製。動力ユニットは2軸駆動のもので、各種機関車において共通の動力ユニットが使用されていた。ディーゼル機関車・蒸気機関車・電気機関車・スチームトラム・蒸気動車といった動力車と、客車・貨車・ナベトロ・運材台車などのトロッコ類など多彩な車種が展開された。機関車に磁石を搭載し、鉄製のレールに吸着力を働かせるマグナクラフト (Magnakraft) といった先駆的な事も行っていた。当時の動力は電動機の性能、耐久性に難があり、走行が安定しない場合がある。
客車・貨車は2軸車で、台車は床板に固定されておらず、1軸ごとに線路に追随してボギー台車のように回転する。また、カプラーを台車に設置し、急曲線に対応していた。
ほとんどの車両はドイツ型（少なくともヨーロッパ）のナローのものであったが、品番5100の「western」と呼ばれた車両セットは、緑のBタンク機にカウキャッチャーと大きなダイヤモンドスタックをつけ、2軸テンダーを引かせた「機関車」1両と、黄色いダブルルーフの密閉デッキの2軸車（側面に「Union Pacific」のロゴあり）の「客車」が2両という奇妙な構成だったが、これはフリーランスというより西部劇映画に実際に登場した（デタラメな）列車を再現したものであった。

### 線路
線路はNゲージの流用ではなく、枕木の間隔が空いたナロー専用の形であった。直線、曲線、ポイント (電動・手動) 、アンカプラー (連結解放装置) 付き線路 (電動・手動) 、フィーダー (給電コード) 付き線路、クロッシング (交差線路)、ギャップ付き線路、車止めなどが発売された。後期の物は枕木の幅が少し広くなっている。レールは鉄製であった。

### 電源装置・他
電源装置とポイントスイッチに加え、リレーラー (線路に車両を載せる際の補助器具) 、ホイールクリーナーなどのアクセサリーや機関庫が展開され、トータルなシステムを築いていた。